# Sarmatia talhouki
Sarmatia talhouki är en fjärilsart som beskrevs av Edward P. Wiltshire 1982. Sarmatia talhouki ingår i släktet Sarmatia och familjen nattflyn. Inga underarter finns listade.